# Château de Lampinet
Le château de Lampinet est un château situé à Navenne, en banlieue de Vesoul, dans la Haute-Saône. Il est inscrit monument historique depuis le 15 octobre 1971.

## Histoire
L'édifice date du XVIIIe siècle. Il abrite notamment un salon type Louis XVI et une bibliothèque.

## Galerie

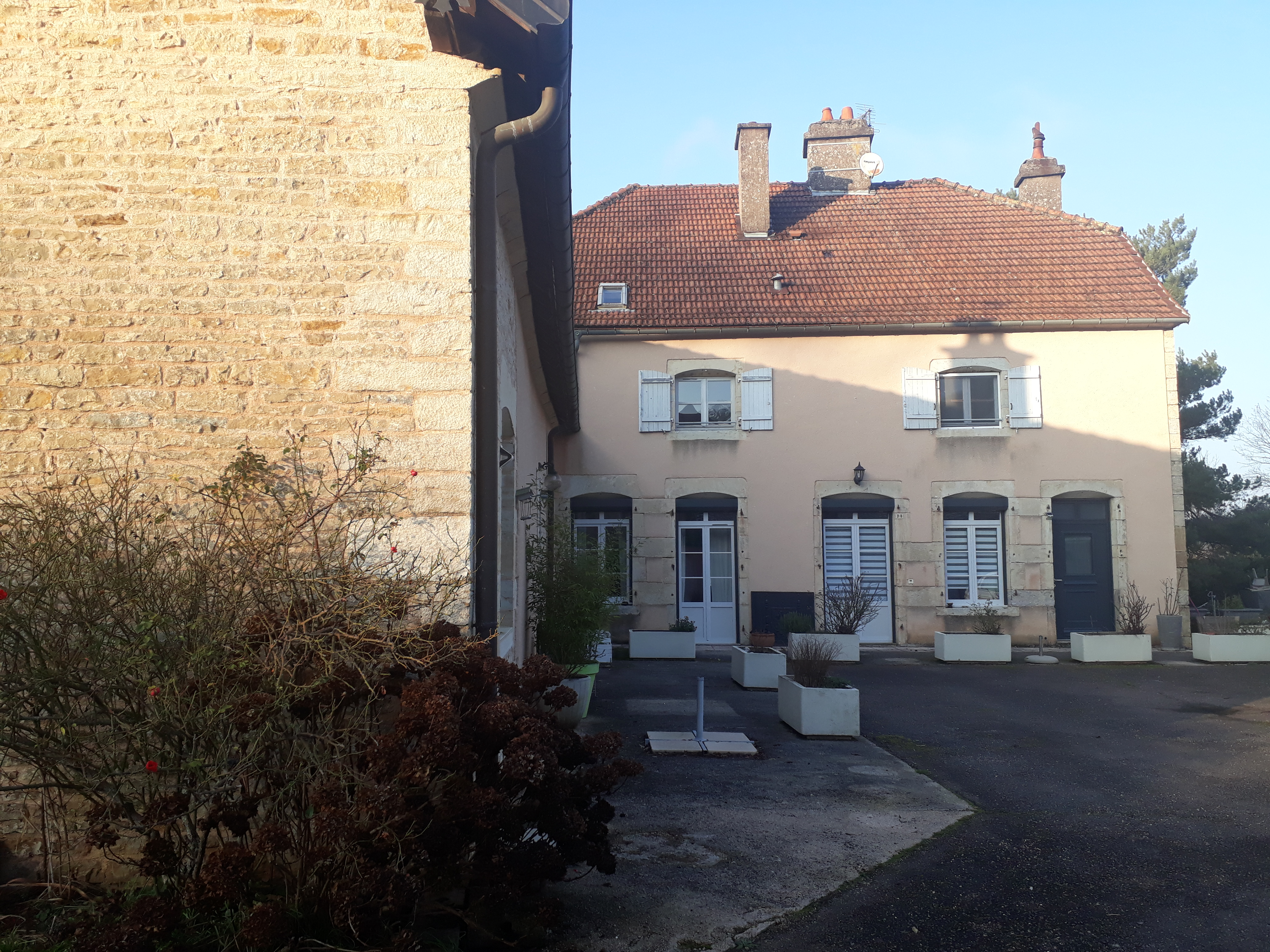
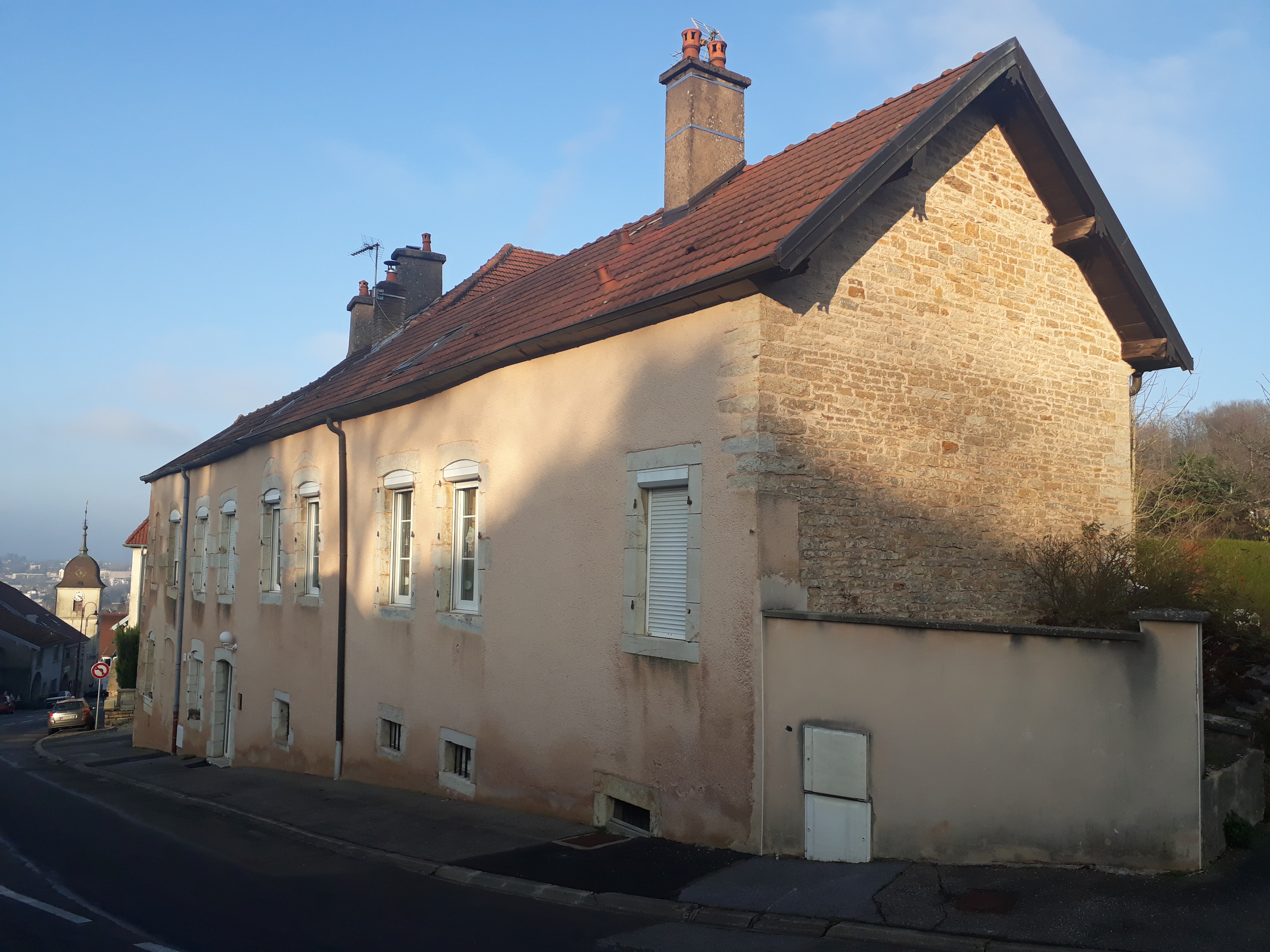
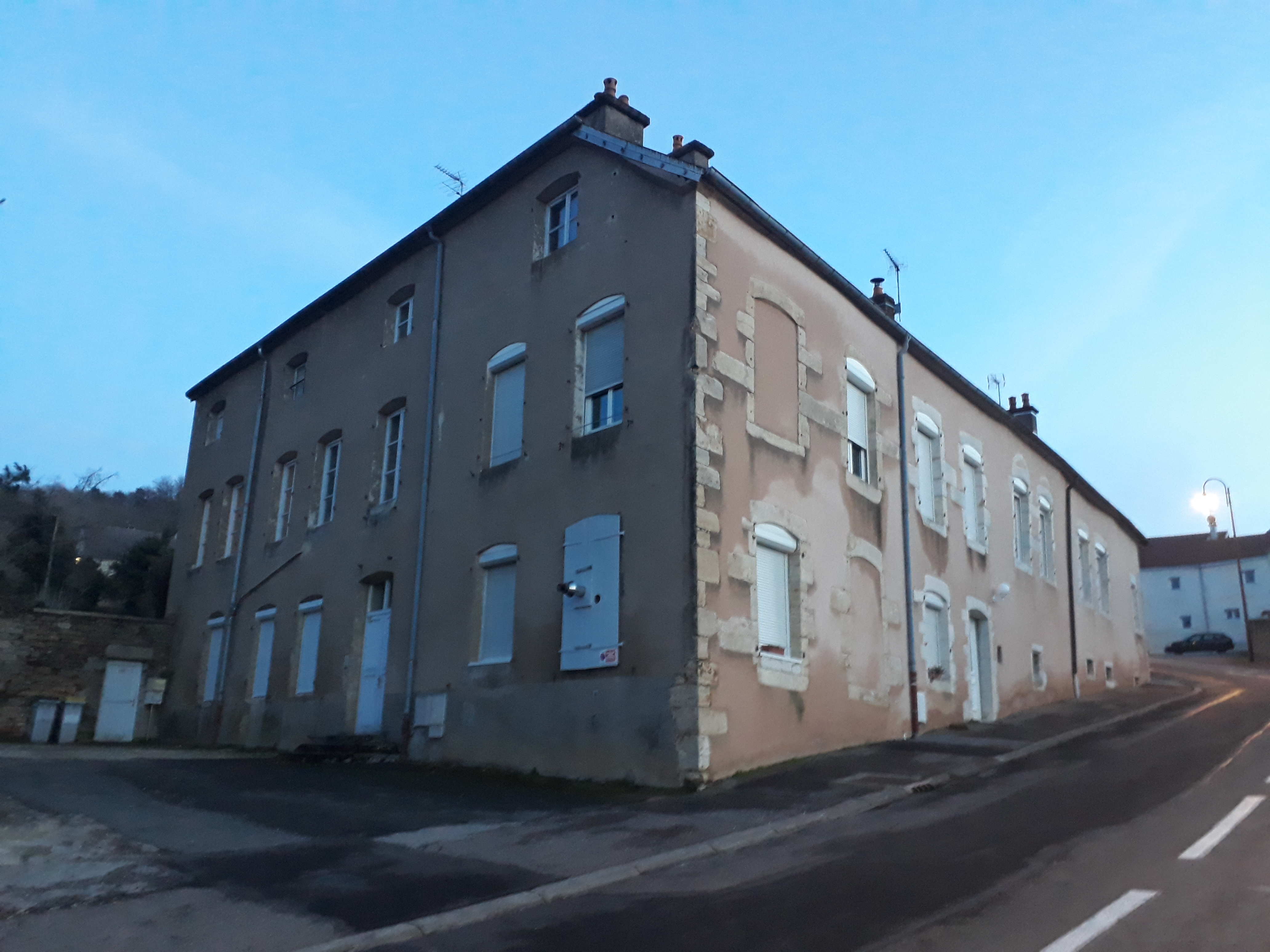